# Batalha de Scarpe (1918)
A Batalha do Scarpe foi uma batalha da Primeira Guerra Mundial que ocorreu durante a Ofensiva dos Cem Dias entre 26 e 30 de agosto de 1918.

## 26 de agosto
O Corpo Canadense avançou mais de 5 quilômetros e capturou as cidades de Monchy-le-Preux e Wancourt. Tenente Charles Smith Rutherford CV CM MM do 5º Rifles Montados Canadenses da 3ª Divisão de Infantaria Canadense realizou ações que lhe renderam a Cruz Vitória. Ele capturou um grupo alemão de 45 homens, incluindo dois oficiais e três metralhadoras, depois capturou outro bunker junto com outros 35 prisioneiros e suas armas.

## 27 de agosto
Chuvas intensas durante a noite resultaram em terreno escorregadio, dificuldades na reunião de tropas e partidas tardias para os assaltos. Resistência obstinada dos alemães e suas posições fortemente defendidas limitaram os ganhos a cerca de 3 quilômetros.

## 28 de agosto
A 2ª e 3ª Divisões de Infantaria Canadenses tomaram uma porção importante do sistema de defesa alemão Fresnes–Rouvroy após três dias de combate intenso. O total de baixas foi relatado como 254 oficiais e 5.547 praças. Eles capturaram mais de 3 300 prisioneiros, 53 canhões e 519 metralhadoras.
Tenente-Coronel William Hew Clark-Kennedy, 24º Batalhão, 2ª Divisão de Infantaria Canadense, ganhou uma Cruz Vitória por pessoalmente conduzir o avanço apesar de estar gravemente ferido, e sofrendo de dor intensa e perda de sangue.
Tenente-Coronel A. E. G. McKenzie, Comandante do 26º Batalhão (New Brunswick), foi morto durante ação em 28 de agosto. Ele foi agraciado postumamente com uma barra para sua Ordem de Serviços Distintos.

## 29 de agosto
Brigada de Brutinel, a primeira brigada totalmente motorizada dos exércitos do Império Britânico, avançou a linha de frente aproximadamente um quilômetro ao tomar Bench Farm e Victoria Copse. O Batalhão Ciclista do Corpo Canadense estabeleceu postos até mesmo na margem do Rio Scarpe.

## 30 de agosto
Soldados do Corpo Canadense limparam porções do sistema de trincheiras Fresnes–Rouvroy, incluindo Upton Wood. Depois de se manter todo o dia sob fogo pesado, repeliram um contra-ataque alemão, capturando 50 prisioneiros e cinco metralhadoras no processo.